# Хамгасозеро
Хамгасозеро — озеро на территории Амбарнского и Кестеньгского сельских поселений Лоухского района Республики Карелии.

## Общие сведения
Площадь озера — 1,1 км². Располагается на высоте 89,3 метров над уровнем моря.
Форма озера продолговатая: оно вытянуто с северо-запада на юго-восток. Берега каменисто-песчаные, местами заболоченные.
С юго-восточной стороны озера вытекает безымянная протока, впадающая в Меккогубу озера Кереть, из которого берёт начало река Кереть, впадающая в Белое море.
Код объекта в государственном водном реестре — 02020000711102000002200.